# استن فاکس
استن فاکس (انگلیسی: Stan Foxall; ۸ سپتامبر ۱۹۱۴ – ۱۲ اوت ۱۹۹۱) بازیکن فوتبال اهل بریتانیا بود.
از باشگاه‌هایی که در آن بازی کرده‌است می‌توان به باشگاه فوتبال وستهام یونایتد، باشگاه فوتبال گینزبورو ترینیتی، و باشگاه فوتبال کولچستر یونایتد اشاره کرد.